# Гай Атилий Бульб
Гай Ати́лий Бульб (лат. Caius Atilius Bulbus; умер после 234 года до н. э.) — древнеримский военачальник и политический деятель из плебейского рода Атилиев, консул 245 и 235 годов до н. э., цензор 234 года до н. э. Участник 1-й Пунической войны.

## Биография
Гай Атилий происходил из плебейского рода Атилиев. Согласно Капитолийским фастам, у его отца и деда был преномен Авл.
Первые упоминания о Гае Атилии в сохранившихся источниках относятся к 245 году до н. э., когда он был консулом вместе с патрицием Марком Фабием Бутеоном. В то время шла Первая война Рима с Карфагеном. Атилий получил в качестве провинции Сицилию. О каких-либо проводимых им военных действиях неизвестно.
В 235 году до н. э. Бульб во второй раз стал консулом вместе с Титом Манлием Торкватом. В это время Рим не вёл ни одной войны против врагов. Поэтому впервые за много лет консулы закрыли врата храма Януса.
В 234 году до н. э. Бульб был цензором вместе с Авлом Постумием Альбином.